# Ontherus atlantidis
Ontherus atlantidis är en skalbaggsart som beskrevs av François Génier 1996. Ontherus atlantidis ingår i släktet Ontherus och familjen bladhorningar. Inga underarter finns listade i Catalogue of Life.